# 野原廣志
野原廣志（日语：／ Nohara Hiroshi），臼井儀人的漫画《蠟筆小新》中的虛構人物，主角野原新之助的父親，35歲，3月11日生，秋田縣大曲市（今秋田縣大仙市）出身，身高180公分，左撇子。現定居埼玉縣春日部市，每日通勤到東京都霞關雙葉商事東京本社工作，所屬單位為第一營業部，職銜為係長（台版動畫亦翻譯為股長或組長）。
動畫版擔任野原廣志配音的日語配音員為藤原啟治，藤原逝世後由森川智之接任。

## 人物概述
外表特徵是長臉形（幼時為馬鈴薯形）以家族男性皆有的粗眉毛，有濃重的鬍鬚根以及災難級的腳臭 。只要是其穿過的襪子、鞋子，甚至是剪下的腳指甲都會染上嚴重的惡臭，甚至連自己都受不了。為此在和孩子們一起玩相撲時，被小新的友人佐藤正男取的藝名是「腳臭丸」（足くさ丸）。劇裡也時常出現小新等人利用廣志染有足臭的鞋襪作為武器反擊的情節。
工作月薪有30萬日圓，但都是美冴接管，每月只有3萬圓的零用錢也時常需要與客戶做商業上的應酬往來等，往往最後是入不敷出。時常被小新提起還有32年房貸等言語做吐槽，作品裡常被調侃為一位三流上班族。但另一方面，有現實媒體指出雖然有房貸與車貸，但尚能支付家族假期旅遊，又擁有東京近郊擁有前庭後院的獨棟洋房、穩定的管理階級工作與不錯的收入、車子和180公分的身高，評論其算是個溫拿（三高男）。
和美冴初期的設定是皆有高中畢業學歷，後來修改人物設定成兩人於短期大學畢業（相當於副學士學位），不同的是美冴畢業於女子大學。
曾有吸菸習慣，小葵出生前戒除。

## 性格・行為
平時個性尚稱沉穩，心地善良，但有時也表現出情緒化一面，尤其是被噪音干擾、宿醉、工作壓力大或是小新過度惡作劇的時候。身為野原家的經濟支柱，而在電影版也會重視家庭合作及意義，也會關心家人，在《蠟筆小新：黑暗珠珠大追擊》的電影中也告訴小新當一個哥哥的意義。和美冴相反，對小新的管教較為寬鬆（只要沒有太過火的話），只會與小新來個協定規範小新的行為。大多數時候看見小新行為的反應是無言或吐槽，但偶爾會同小新串通一氣或是調侃美冴的長相與身材，結果遭到美冴的痛罵和挨揍。
遺傳了父親銀之介的好色個性，雖然稍微輕微一些，但每當看見陌生女子稍有姿色仍會情不自禁地搭訕，有時還會看電視的低級節目，同時因為工作關係常需要交際應酬，有時對酒廊裡陪酒女郎的小動作會無法招架，因而留下一些不能讓美冴或小新看到的物件，如新開酒吧的名片、誤會記號（如口紅印）。前者若被小新發現，會被小新拿來作為把柄或以口語誇示而激怒美冴，後者讓美冴查覺便會招致一陣毒打，因此在部分的單元裡應酬回家後，會上演試圖瞞過小新及美冴的心理攻防戰情節，但最終都會被兩者識破而遭美冴教訓。是個妻管嚴。
以工作認真聞名，算是位優秀的幹部，對下屬相當照顧。有時會對公司的年輕女員工幻想戀愛情結。
性格較為懦弱（相較於美冴的強勢），雖然有時想要在美冴面前「展現男人的尊嚴」，但皆以失敗告終。而其妻管嚴之性格也常被野原家親友調侃，也有幾部電影以此為出發點（例如：蠟筆小新：大對決！機器人爸爸的反擊！）。在小白的認知中，廣志的地位為全家最低。
中學時期喜歡玩紙相撲，製有號稱四十八連勝的紙相撲人偶「橫綱•廣之山」（橫綱•広ノ山），但在和小新玩紙相撲期間，被小新剪美冴的照片製成的紙相撲人偶「大屁股丸」（ケツデカ丸）擊敗。愛好喝啤酒，平常因美冴的限制而只能喝500到600cc左右（等於一個500cc鋁罐裝份量），但在應酬時就會「人來瘋」牛飲而在醉酒狀態返家。閒暇在家時喜歡看電視、看報紙及小酌；假日時喜歡賴床。興趣是高爾夫球，球技雖普通，但具有交際球水準。同時喜愛觀看棒球賽，是巨人隊的頭號粉絲。
討厭貓咪，害怕故鄉秋田的生剝鬼。很有男人緣，他經常受到同性戀和變性人的歡迎，在劇場版中常發生被騷擾的情節（即使知道廣志是有婦之夫仍照樣被騷擾）。但也有例外，曾經無意間救下被性騷擾的女高中生亮子，後來亮子愛上廣志，但是被廣志婉拒。
「吃迴轉壽司單元」中，廣志透露自己能憑藉壽司材料上的反光辨別壽司的新鮮度，因此有「擁有鷹眼的男人」的別稱。擅長木工和水電，為此在野原家暫居胯下痛公寓期間，曾多度被房客委託協助房屋修繕事宜。

## 經歷
秋田縣大曲市（今秋田縣大仙市）出身，高中時期為止都待在秋田，其後上京發展，20歲進入東京都霞關的雙葉商事，在公司任職已滿15年，同時依據劇場版《蠟筆小新：搞怪遊樂園大冒險》中出現的名片可判斷出，其職銜為係長。
劇場版《蠟筆小新：風起雲湧 猛烈！大人帝國的反擊》登場的廣志回憶篇裡，廣志童年時期曾去過1970年世界博覽會，住在老家時經常和父親銀之介釣魚，經歷學生時代的初戀後上京發展，進入雙葉商事任職。之後邂逅美冴，兩人相戀，廣志於當時在北千住站的月台向美冴求婚，結婚後於琦玉春日部購屋居住，婚後育有長子新之助和長女向日葵。
原先廣志是在上班途中，偶然拾起當時尚為上班族的美冴的手帕，雙方因而邂逅且對彼此一見鍾情。但在動畫裡小新回歸過去廣志和美冴相遇的時光時，因為拾起美冴遺落的手帕干預了兩人的相遇並被不良少年圍堵，連試圖幫助小新的美冴也陷入麻煩，最終由於廣志現身用染有足臭的鞋子制伏不良少年幫助小新和美冴解危，令美冴對廣志產生好感，從而避免因干預過去造成的時間悖論。

## 人際關係
父親為野原銀之介，母親為野原鶴，妻子为野原美冴，長子為野原新之助及長女為野原向日葵。此外還有一個務農的哥哥野原狹志。